# Перетворювач іржі

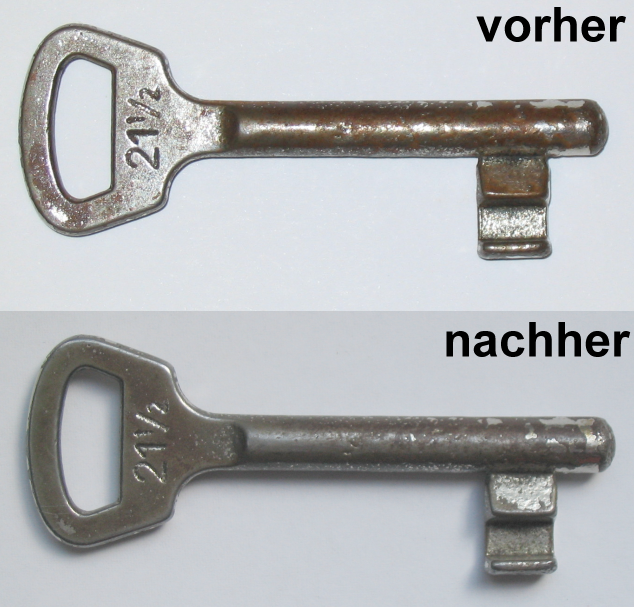
Іржавий ключ до (вгорі) і після обробки (внизу) перетворювачем іржі на основі ортофосфорної кислоти

Перетво́рювач іржі́ (англ. rust converter) — хімічний розчин або ґрунтовка, які призначені для нанесення на поверхню об'єктів зі сплавів на основі заліза для перетворення оксидів заліза (іржі) у захисний хімічний бар'єр. Компоненти, що входять до складу перетворювача іржі, взаємодіючи з оксидами заліза, особливо з оксидом заліза (III), перетворюють їх в адгезивний шар, що є стійкішим до вологи і захищає поверхню від подальшої корозії та служить основою для нанесення лакофарбового покриття.

## Види і склад

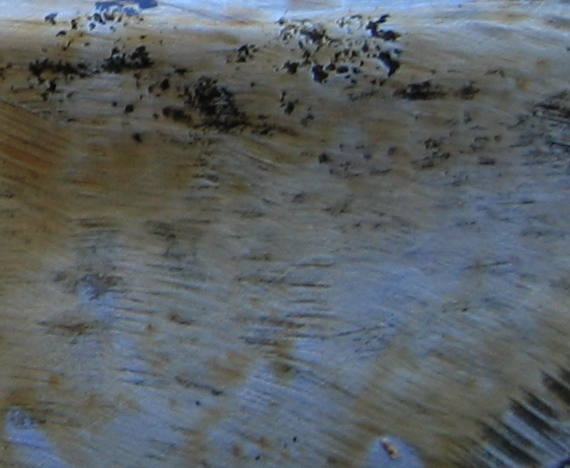
Застосування перетворювача іржі

За структурою у стані нанесення перетворювачі іржі поділяються на аерозольні, рідкі та гелеві.
Залежно від основної активної речовини, вони бувають двох видів: кислотні та цинкові. Крім того, до складу речовин антикорозійного захисту входять різні присадки: стабілізатори, інгібітори корозії, функціональні та реологічні добавки (змочувальні агенти, які зменшують поверхневий натяг і дозволяють краще проникати кислоті в іржу, розчинники для видалення жирних, неполярних домішок тощо).

### Кислотні (ґрунтові)
Кислотні перетворювачі іржі — це розчин на водній основі, що містить два основних активних інгредієнти: танінову (дубильну) кислоту і органічний полімер (наприклад, розчинник 2-бутоксіетанол чи бутилгліколь або монобутиловий ефір етиленгліколю). Деякі перетворювачі іржі можуть містити додаткові кислоти для прискорення хімічної реакції шляхом зниження рівня рН розчину. Найуживанішим варіантом є ортофосфатна кислота, яка додатково перетворює оксид заліза в інертний шар фосфату заліза.

### Цинкові
У цинкових перетворювачах основним компонентом є оксид цинку. Ця речовина дозволяє ефективно боротись з іржою, однак, процес її застосування є досить складним. Поверхня спочатку обробляється грубим шліфувальним папером від грубої іржі, старої фарби, окалини, після чого електролітичним цинковим розчином промивають поверхню металу до появи сірого відтінку, і лише тоді наноситься перетворювач. Процес носить назву «холодне цинкування». Цинкове покриття захищає поверхню сталі двома шляхами. Або утворює механічний бар'єр (ізоляцію) із суцільної плівки оксиду і солей цинку, або ж за наявності вологи у хід ідуть електрохімічні (протекторні) процеси, коли матеріал йде на відновлення дефектів самого покриття, запобігаючи корозії заліза.
Перетворювачі для холодного цинкування, щоб забезпечити активний електрохімічний захист сталевої поверхні, повинні містити у сухому вигляді не менше 94 % чистого цинку з розміром частинок 12…15 мкм або не менше 88 % цинку з розміром частинок 3…5 мкм.

## Застосування
Перетворювач іржі зазвичай застосовується до об'єктів, які важко піддаються піскоструминній обробці, таким як транспортні засоби, причепи, огорожі, залізні перила, листовий метал і зовнішня поверхня резервуарів. Він також може бути використаний для відновлення і збереження предметів на основі заліза, що мають історичне значення (пам'ятники).